# Eosentomon woroae
Eosentomon woroae är en urinsektsart som beskrevs av Imadaté 1989. Eosentomon woroae ingår i släktet Eosentomon och familjen trakétrevfotingar. Inga underarter finns listade i Catalogue of Life.